# توم باركر
توم باركر (بالإنجليزية: Tom Parker)‏ (19 نوفمبر 1897 هامبشير المملكة المتحدة - 1 نوفمبر 1987 ساوثهامبتون المملكة المتحدة) هو لاعب كرة قدم بريطاني.

## روابط خارجية
- توم باركر على موقع قاعدة بيانات كرة القدم.إي يو (الإنجليزية)
- توم باركر على موقع ناشيونال فوتبول تيمز (الإنجليزية)
- توم باركر على موقع Soccerbase.com (مدرب) (الإنجليزية)
- توم باركر على موقع عالم كرة القدم.نت (الإنجليزية)